# Carabaña

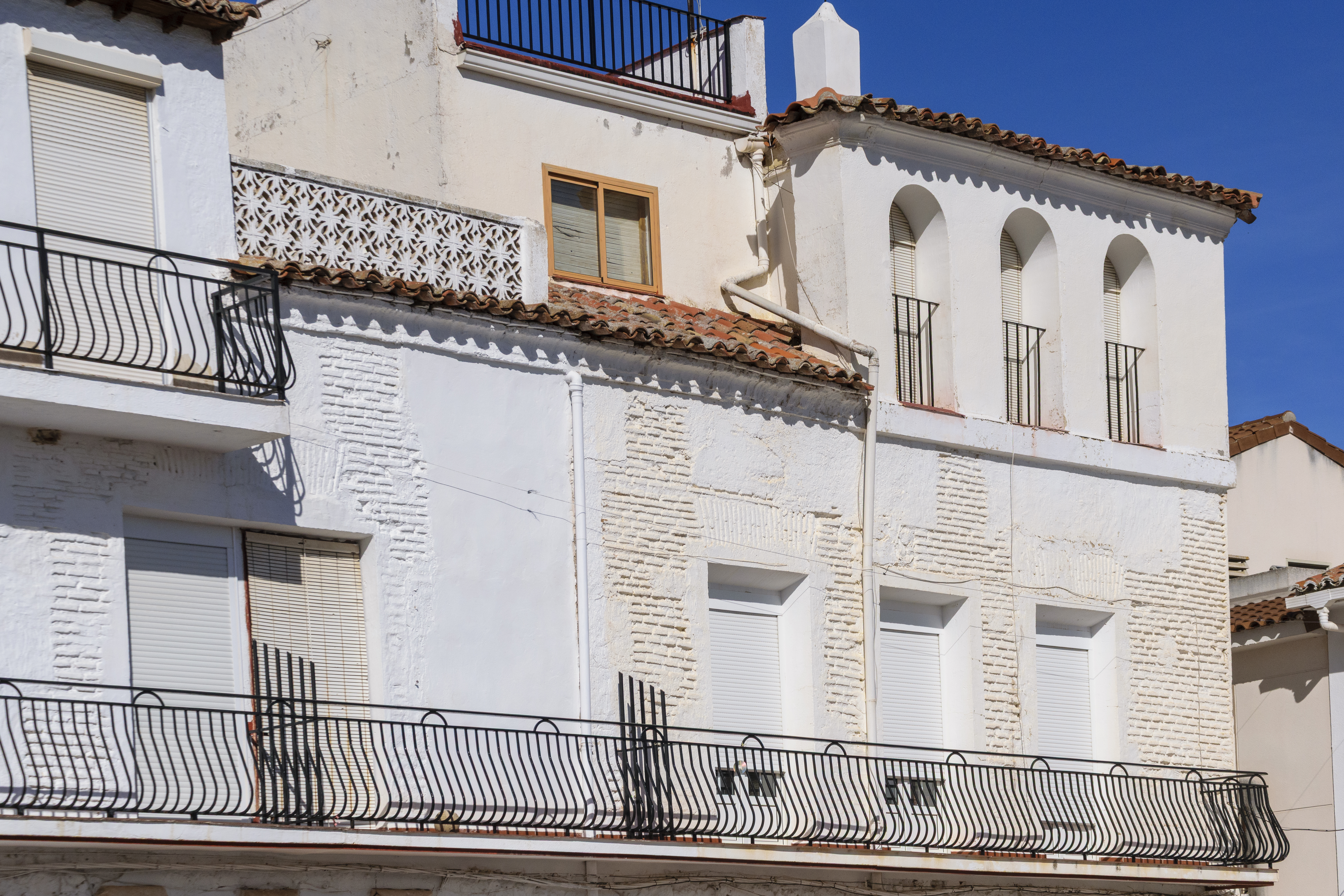
Arquitectura popular.

Carabaña es un municipio y localidad española de la Comunidad de Madrid, situado en la Comarca de Las Vegas. El término municipal, situado a 50 kilómetros de Madrid y a orillas del río Tajuña, tiene una población de 2352 habitantes (INE 2024). Carabaña es conocida por su famoso aceite de oliva virgen extra y por sus famosas aguas purgantes, cuyo manantial se encuentra en el cerro de Cabeza Gorda.

## Historia
Es posible que la ciudad prerromana y romana de Caraca se situase en Carabaña.
Entre el 25 de marzo de 1190 y 1214, formaría parte del Sexmo de Tajuña, perteneciente a la Comunidad de Ciudad y Tierra de Segovia, en 1214 pasaría a la silla del Arzobispado de Toledo.
El municipio formó parte de la Comunidad de Villa y Tierra de Alcalá de Henares hasta su independencia como villa en 1557.
Hacia mediados del siglo XIX, la villa, ya por entonces con ayuntamiento propio, tenía contabilizada una población de 1484 habitantes. Aparece descrita en el quinto volumen del Diccionario geográfico-estadístico-histórico de España y sus posesiones de Ultramar de Pascual Madoz con las siguientes palabras:

CARABAÑA: v. con ayunt. de la prov., aud. terr. y c. g. de Madrid ( leg.), part. jud. de Chinchon (3 1/4), dióc. de Toledo (12): sit. á la der. y á corta dist. del r. Tajuña, en las laldas de unos cerros que la rodean por E., N. y O.; la combaten bien los vientos y su clima es sano, padeciéndose sin embargo algunas tercianas en cierta temporada del año. Tiene unas 300 casas y 60 cuevas ó bóvedas de tierra, que habitan la gente muy pobre separadas de aquellas por medio de una alameda que hay en una hondonada ó barranco: las casas son en general de buena distribucion y anchura, por hallarse la mayor parte con corrales, sus calles aunque empedradas, estan comunmente sucias, efecto de la poca policia urbana, habiendo algunas de ellas hácia la parte del O. que se elevan estraordinariamente y dominan á las otras, desde cuya cúspide se descubre todo lo demas de la pobl., con un hermoso trozo de vega, r. y campo, que le hacen en estremo pintoresco y agradable; hay una plaza y 4 plazuelas bastante capaces. especialmente la primera, cuya figura cuadrilonga tiene 75 varas de larga y 40 de ancha; las demas de igual figura y de una mitad de dimensiones poco mas ó menos; hay una casa ú hospital de beneficencia, bastante deteriorado, en la que se recogen los pobres transeuntes ó enfermos de esta clase que carecen de albergue; sus fondos consisten en unas inscripciones de renta contra el crédito público, emanadas de las haciendas que se vendieron á principios del siglo presente, las cuales no se cobran desde el año 1836: un palacio en la plaza pública, propiedad del ex-señ. de esta v., de vasta capacidad y fundacion ant.; casa consitorial en la misma plaza con su archivo, y cárcel, esta última en mal estado y poco sana; una fuente de 2 caños con un buen pilar escelentemente construido y buena y abundante agua, que produce lo suficiente par el consumo del pueblo, y ademas para el riego de algunos pequeños jardines y huertos que hay dentro de la pobl.; 2 escuelas de instruccion primaria de párvulos de ambos sexos, siendo su dotacion para la de niños 1,800 rs. anuales, retribuyendo cada uno de ellos real y medio mensual é indistintamente, y para la de niñas 500 rs. y otro real y medio de igual modo: concurren 60 alumnos á la de niños y 50 á la de niñas; y una igl. parr. (Ntra. Sra. de la Asuncion) servida por párroco de concurso, un teniente nombrado por el párroco y 2 capellanes de sangre; el curato es de término. En las afueras se halla el cementerio en parage que no ofende la salud pública: una posada bodegon, llamada comunmente la Venta, multitud de huertas y árboles frutales, una hermosa y espaciosa vega; 4 ermitas (la Concepcion, Sta. Lucia, Sta. Bárbara y San Roque): la primera arruinada y todas carecen en el dia de rentas para su servicio y reparo, algunos paseos deliciosos, especialmente el que baja á la vega y el que sube por la parte set. al sitio denominado la Sierra, abundante en manantiales de ricas aguas que dan lo suficiente para regarse muchas huertas que hay en aquel sitio, con verduras, parrales, higueras, granados y otros arbustos que le hacen un punto famoso de recreo y divertido, al mismo tiempo que muy vistosos los cerros y vertientes ó barrancos que le rodean, por las muchas y frondosas viñas y olivos que en ellos hay plantados por N., E. y O. Tambien es bastante agradable el paseo del puente por las alamedas de que se halla adornado en ambas orillas del r., buenos lavaderos que evitan la incomodidad de ir al r. y algunos estanques en los que empozan el cáñamo, fruto de la vega, los que exhalan en el otoño, época en que tienen lugar estas operaciones, ciertos miasmas que perjudican á la salud, particularmente á los hab de las casas mas inmediatas, tal vez porque en su profundidad no les bate el N. como á los demas de la pobl. Confina el térm. N. Orusco y Villar del Olmo; E. Valdaracete y Brea; S. Tielmes y Villarejo Salvanés, y O. Valdilechá y parte del de Tielmes: se estiende 1/2 leg. en todas direcciones, comprende 1,200 fan. de 1,200 estadales de 11 pies en vega de riego; igual número en vega de secano; 20 en huertas cercadas: 2,500 fan. labrantia, en los cóncavos que permite lo escabroso del terreno, de 400 estadales, 2,000 del mismo marco en viñas, algunas con olivos y muy escarpadas en lo general, 350 en olivos la mayor parte en llano; 1,800 en deh. y montes, y el resto del térm. son riscos y pedregales incapaces de cultivo: hay 2 batanes y 2 molinos harineros. El terreno es de regadio, secano y de viña con una porcion de tierra muy quebrada y de ningun valor; se divide la de regadio en buena, mediana é infima calidad, las de secano en las mismas 3 clases, es generalmente de ínfima calidad; hay 3 deh. de pastos y un monte robledal poco poblado: se halla bien fertilizado por el r. ya mencionado Tajuna que pasa á 200 pasos de la pobl.; es de curso perenne y se dirige entre S. y O.; hay sobre él un famoso puente de silleria de 5 ojos ó arcos, cuya elevacion es de 8 á 9 varas y fué construido en 1734; su cáuce generalmente es estrecho y algo profundo, por lo que suele tener algunas desbordaciones cuando hay crecidas por las grandes lluvias ó tempestades, se han sacado de él los cáuces y acequias que han sido posibles, con lo que se riega la mayor parte de la vega y dan impulso sus aguas á los 2 ya referidos batanes de paños y á los 2 molinos harineros. caminos: los de pueblo á pueblo y la carretera ant. de Madrid á Cuenca y Valencia que pasa por el puente de Tajuña, todos en mediano estado: el correo se recibe de Perales de Tajuña por baligero los domingos, miércoles y viernes entre 11 y 12 de la mañana, y salen al amanecer de los mismos dias. prod.: cereales, vino, aceite, cáñamo y hortalizas; la mayor cosecha es trigo, y cáñamo, las fan. de tierra de vega producen á 8 por 1 y las de secano á 3; la cosecha de cereales no es bastante al consumo de la pobl.; la de cáñamo produce en las fan. de riego á 12 a. por fan. sin mas que despojado de grama; mantiene unas 2,000 ovejas de cria, 150 cabras, y 90 pares de mulas de labor, cria caza de conejos, liebres y perdices, tal cual pesca y algunos lobos y zorras. ind.: la agrícola, 2 hornos temporeros para la elaboracion de teja y ladrillos, 6 telares, 2 molinos harineros, otros 2 de aceite, 2 batanes y yeseras en abundancia. El comercio consiste en la importacion de los art. de primera necesidad y la esportacion de lino para Castilla la Vieja. pobl.: 371 vec., 1,484 alm. cap. prod.: 6.171,447 rs. imp.: 301,300 rs. contr.: en todos conceptos 45,638. El presupuesto municipal asciende á 21,300 rs., y se cubre con 13,738 de los prod. de yerbas ó pastos del invierno, de las deh. y cotos, renta de posada, con lo que satisfacen los vec. que se introducen á romper terrenos comunes, é importe de la renta de correduria ó teneduria de pesos y medidas, todo perteneciente al ramo de propios y arbitrios, y el déficit por reparto vecinal.
(Madoz, 1846, pp. 510-511)

## Demografía
Cuenta con una población de 2352 habitantes (INE 2024).
| Gráfica de evolución demográfica de Carabaña entre 1842 y 2021                                                        |
| |
| Población de derecho según los censos de población del INE. Población de hecho según los censos de población del INE. |

## Economía

### Aceite de oliva
El cultivo del olivo es una práctica que se desarrolla en Carabaña desde la época romana. En la actualidad el municipio de Carabaña es uno de los principales productores de oliva de la Comunidad de Madrid, con unos valores organolépticos extraordinarios gracias a olivos centenarios.

### Agua de Carabaña

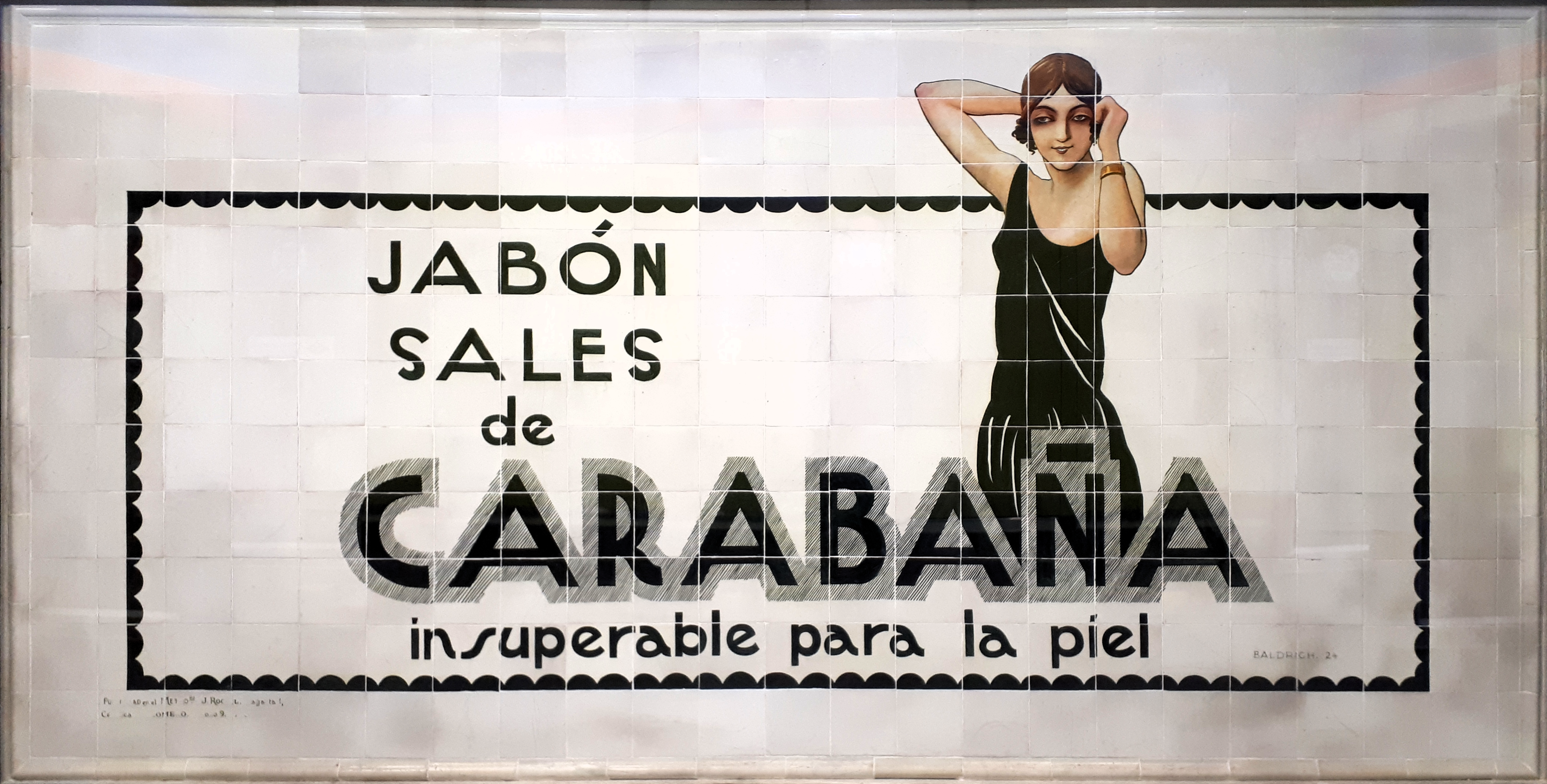
Cartel publicitario cerámico del "Jabón Sales de Carabaña". Ubicado en la Estación de Sevilla (Metro de Madrid). Obra de Baldrich en 1924.

La existencia de un manantial de agua con efecto purgante se menciona ya en las descripciones de los pueblos del Arzobispado de Toledo encargadas por su titular, Francisco Antonio de Lorenzana, en el siglo XVIII, y a principios del siglo XIX la comercializaba un farmacéutico de Madrid. El efecto purgante se debía  a la presncia de una gran cantidad de sulfato de sodio disuelto en ella, con algo de sulfato de magnesio. En la década de 1880, Juan Bautista Sampaya adquirió los terrenos en los que se encontraba la fuente, a 4 km del pueblo, en el lugar conocido como cerro Cabeza Gorda, y para comercializar el agua fundó la sociedad Gisbert y Compañía. En 1883 consiguió que se declarara agua minero medicinal. Posteriormente se asoció con Ruperto Chávarri, formando la sociedad Aguas Minerales de Carabaña La Favorita. La propiedad pasó posteriormente en su totalidad a Ruperto Chávarri. El 4 de mayo de 1928 fueron declaradas oficialmente de Utilidad Pública. Su fama se hace internacional y comienzan a fabricar jabón y sales de baño, con desigual éxito. La familia Chávarri también construye una central eléctrica para dar suministro a la embotelladora.
Chávarri construye un balneario junto al manantial, que no llega a abrir sus puertas como establecimiento hasta décadas más tarde. Durante la guerra civil española el complejo del balneario se convierte en la sede del Estado Mayor de la 18.ª Brigada.

## Servicios

### Educación

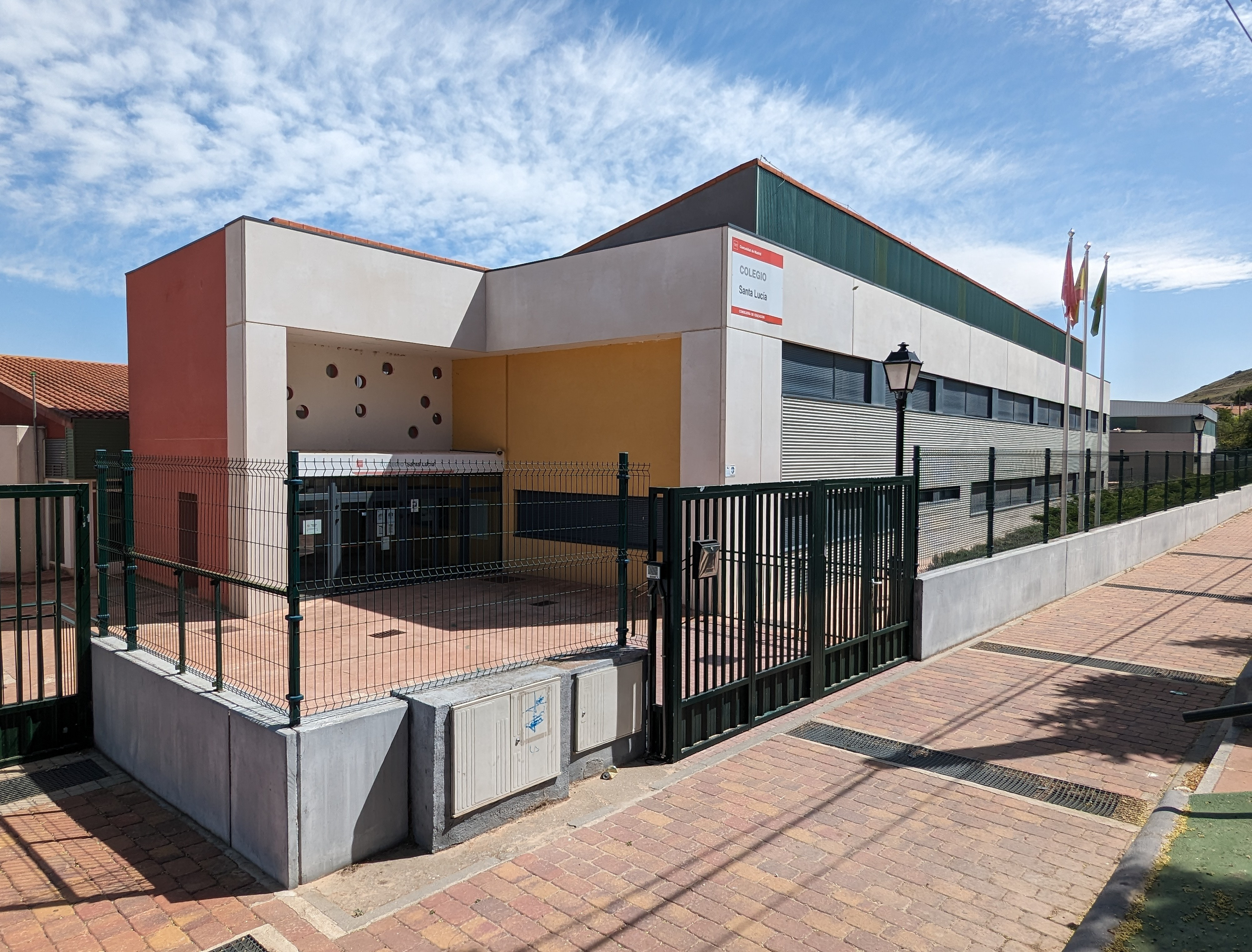
Colegio Santa Lucía

En Carabaña hay 1 guardería (1 pública) y 1 colegio público de educación infantil y primaria.

### Transporte público
Carbaña tiene dos líneas de autobús, una de ellas parte desde la estación de Conde de Casal donde enlaza con la línea 6 del Metro de Madrid. Las dos líneas de autobús están operadas por la empresa ALSA y son:
| Línea | Recorrido                                    |
| ----- | -------------------------------------------- |
| 322   | Arganda del Rey (Hospital) – Ambite          |
| 326   | Madrid (Conde de Casal) – Mondéjar - Driebes |

## Patrimonio

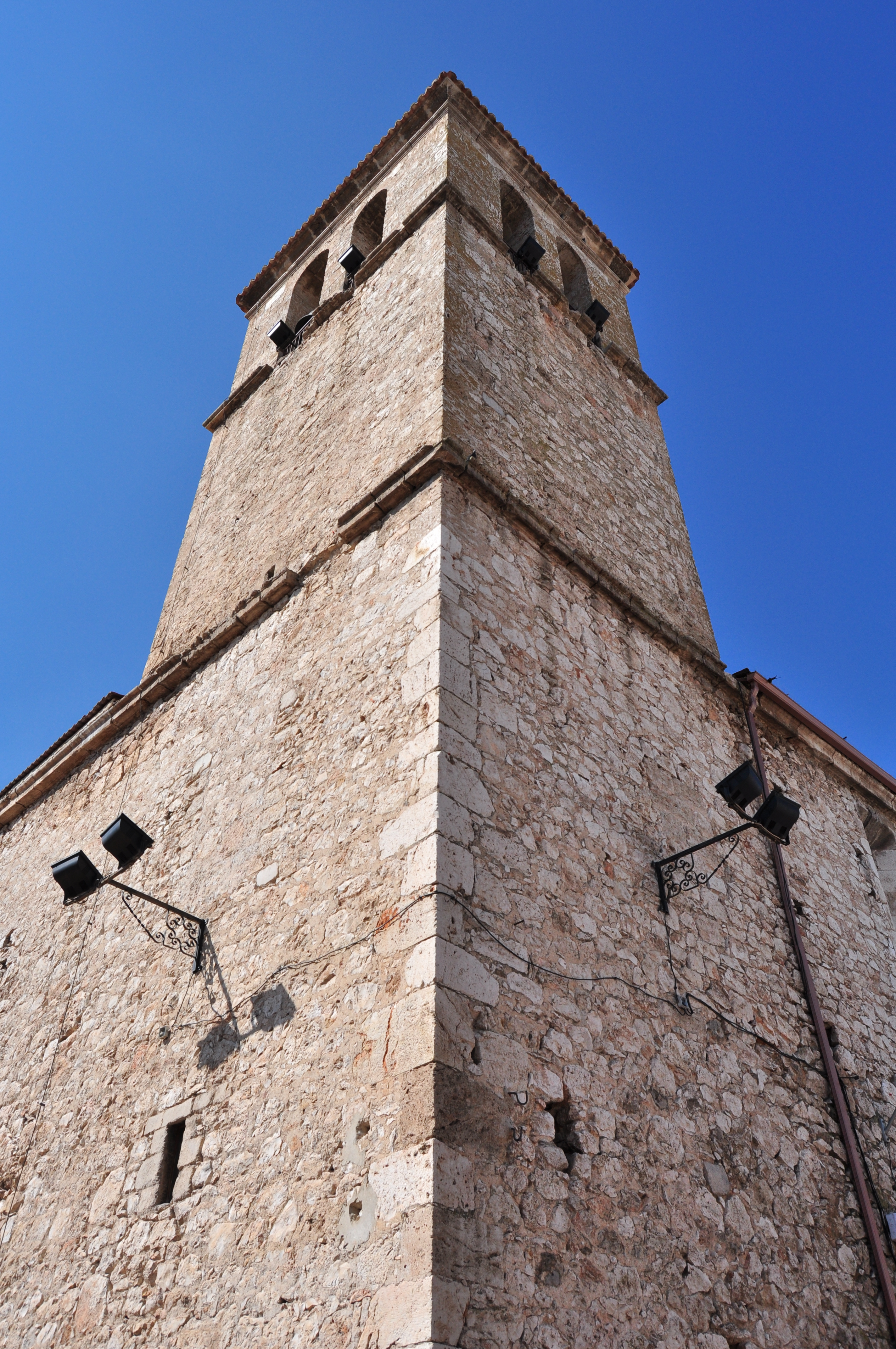
La iglesia de la Asunción de Nuestra Señora

Hay en la localidad una iglesia de la Asunción de Nuestra Señora.